# Faulheit

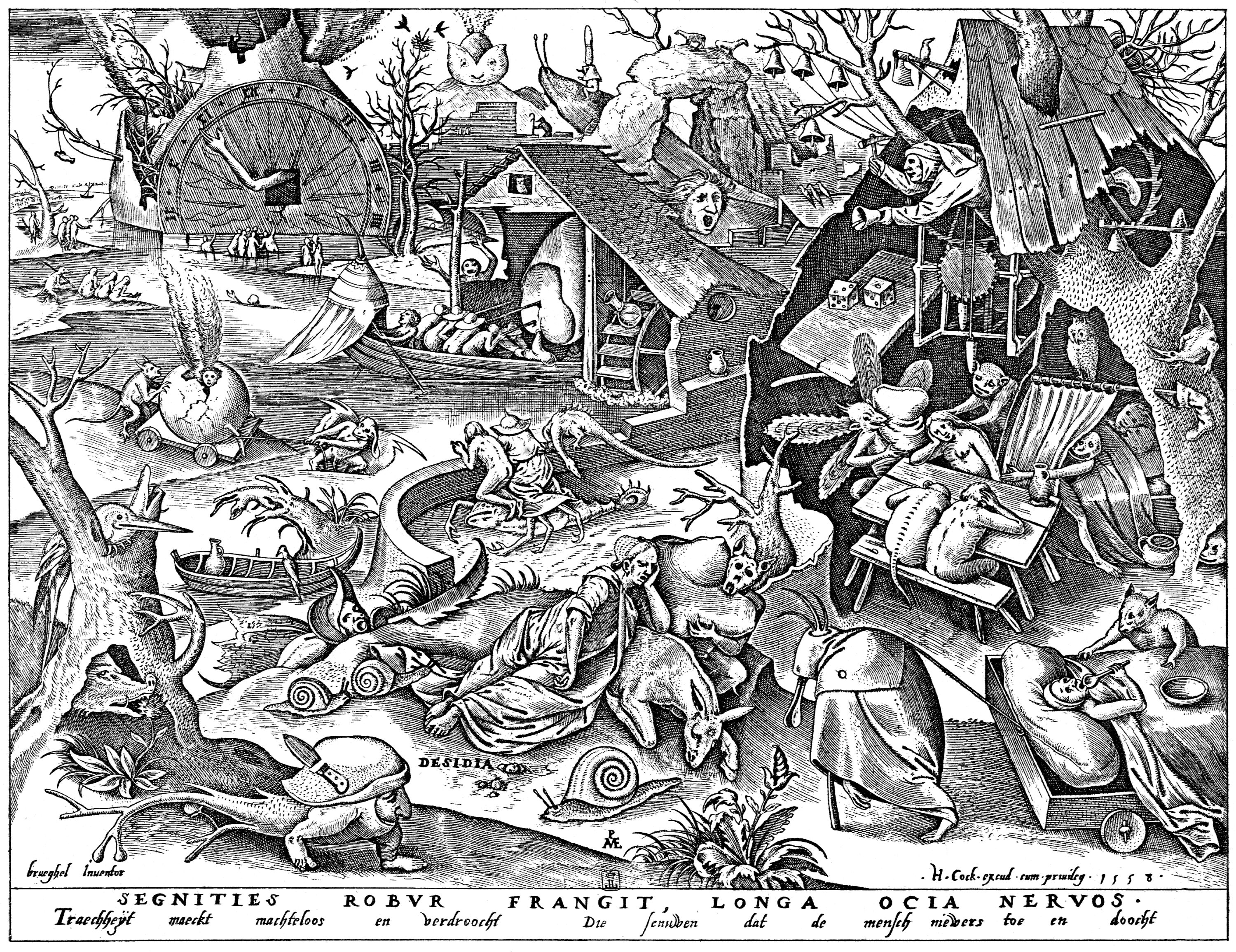
Unter anderem gilt die Trägheit als eines der sieben Hauptlaster

Als Faulheit (abmildernd auch Trägheit genannt) wird der Mangel an erwarteter Aktivität bei einem Menschen bezeichnet. Der Begriff wird zur Beschreibung und Bewertung von Anstrengungsvermeidern genutzt (genauer: von Menschen, welche aus der Sicht des Sprechers bzw. Schreibers ihrer gesellschaftlich auferlegten Arbeit nicht bzw. nicht mit hinreichendem Fleiß nachgehen).
Die abwertende, oft als beleidigend empfundene Eigenschaftszuschreibung von Anstrengungsvermeidern als „faul“ basiert auf der Beobachtung, dass es den so Charakterisierten offenbar an Motivation mangelt. Mangelnd motiviert kann jemand sein, der unter einem allgemeinen Mangel an Energie leidet (z. B. in Form eines Burnout-Syndroms), der eine Tätigkeit nicht für sinnvoll hält, der von ihr zu wenige Erfolgserlebnisse erwartet oder der zu wenige Erfolge in der Vergangenheit mit dieser Tätigkeit gehabt hat.
Nach Stephan A. Jansen ist „Faulheit […] vermutlich weniger eine Kategorie der wissenschaftlichen Definition als eine der praktischen protestantischen Ethik, des Volksmundes und der Ratgeberliteratur. Und ein Zuschreibungsbegriff von Fleißigen.“

## Geschichte

### Positive Bewertung der „vita contemplativa“

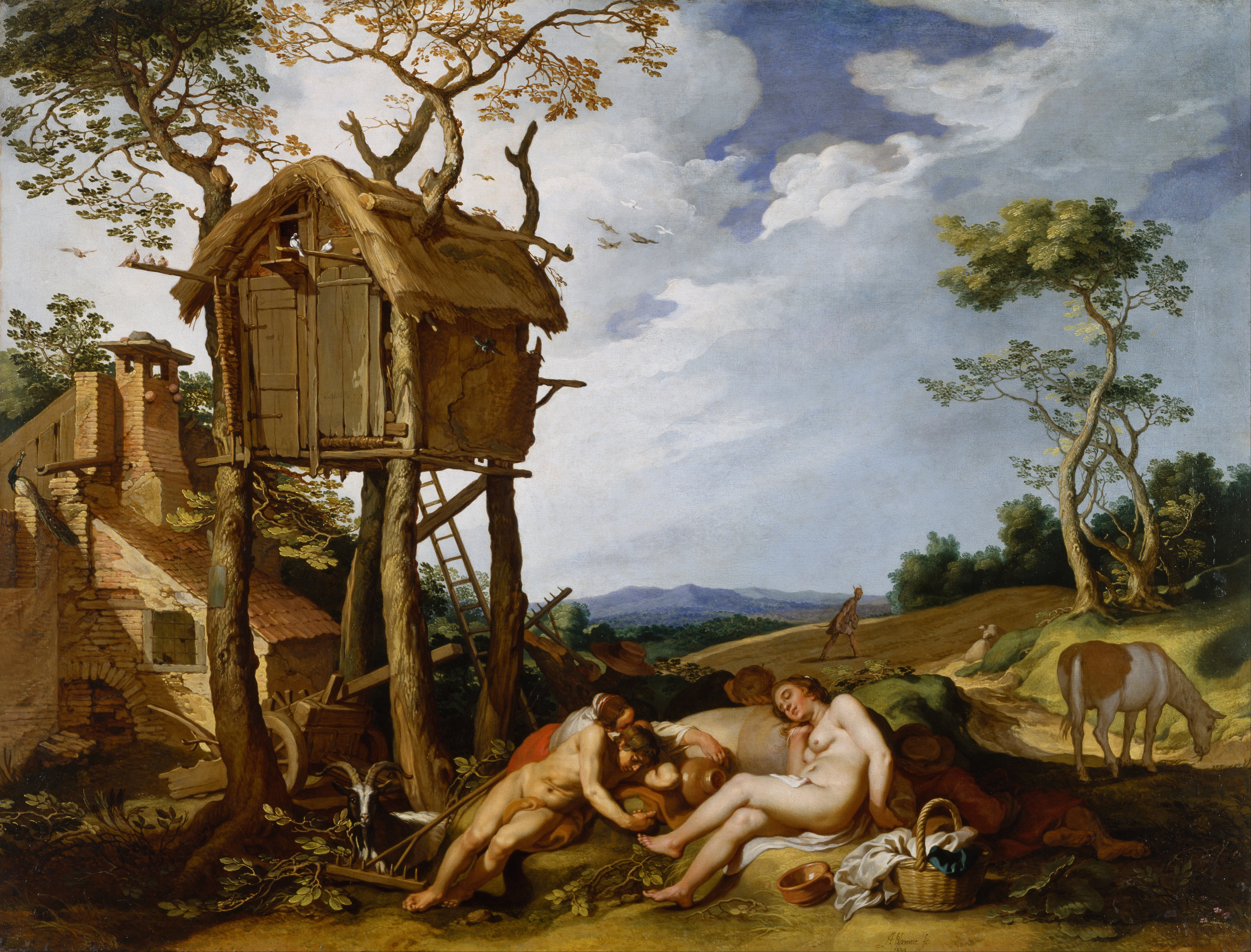
Darstellung der Trägheit in einer Parabel aus dem Matthäusevangelium von Abraham Bloemaert, 1624

In der Antike galt die Muße (im Sinne von Kontemplation) als erstrebenswertes Ideal. Marcus Tullius Cicero prägte den Begriff des otium cum dignitate, der mit wissenschaftlicher und philosophischer Betätigung verbrachten „würdevollen Muße“ in Zurückgezogenheit (De Oratore I,1-2). Dem Lob der „vita contemplativa“ entsprach eine Abwertung der „vita activa“, die den Sklaven und den Proles überlassen wurde. Friedrich Nietzsche bewertet in seinen Schriften Genealogie der Moral und Jenseits von Gut und Böse mit einem Unterton der Bewunderung die Verachtung „niederer Tätigkeiten“ durch Sklavenhalter als Ausdruck einer „Herrenmoral“.

### Christliches Arbeitsethos

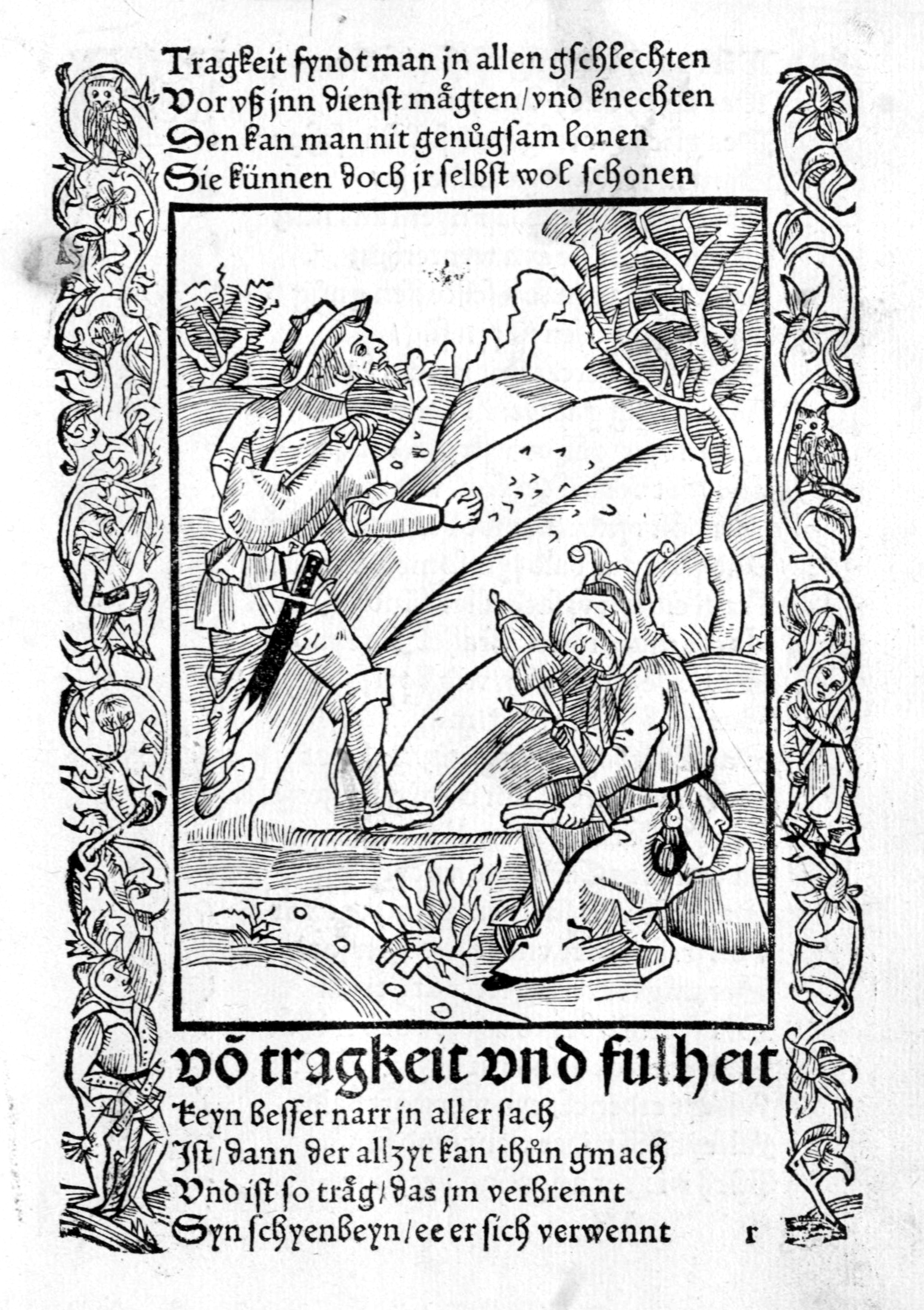
Faulheit als Motiv in Sebastian Brants Narrenschiff

Das Gegenstück zur „Herrenmoral“ ist bei Nietzsche die „Sklavenmoral“. Das Christentum habe Nietzsche zufolge den Sieg dieser „Sklavenmoral“ bewirkt, die dazu geführt habe, dass die Verhaltensweisen des schlichten, einfachen Menschen, insbesondere seine Bereitschaft, fleißig zu arbeiten, positiv bewertet würden. Die „besseren“ Menschen seien nicht mehr die „aristoi“ (griechisch für „die Besseren“, d. h. die Edelleute, die Adeligen), sondern die moralisch Guten im Gegensatz zu den Bösen.
Im Christentum gehörte die als „Faulheit“ bewertete Anstrengungsvermeidung seit alters her zu den sieben Hauptlastern. Die betreffende Kategorie der Acedia umfasste neben der umgangssprachlichen Faulheit auch
- Trägheit des Herzens,
- Trübung des Willens,
- Verfinsterung des Gemüts und
- Verlust der Tatkraft.

Mit Kontemplation oder Muße hatte die Sünde der Acedia nichts zu tun, sondern war als weltliches wie spirituelles Nichtstun eine Abkehr von Gott. Auch heute noch wird die Faulheit namentlich als die Trägheit des Herzens zu den sieben Hauptlastern gerechnet. Sie kann nach katholischer Lehre dazu führen, dass man tatenlos bleibt und dem Bedürftigen, Schwachen oder Kranken nicht hilft, wenn man es könnte. Für den Protestantismus ist der Fleiß bei der Arbeit Zeichen eines gottgefälligen Lebens, was von dem Soziologen Max Weber in Die protestantische Ethik und der Geist des Kapitalismus behandelt wird.
Mit der Einordnung der Faulheit als Laster werden seit dem Altertum Warnungen verbunden: Träge Menschen seien besonders gefährdet, schwermütig zu werden. Wer nicht fleißig arbeite und schaffe oder wer nicht sein Leben straff im Griff habe komme schnell auf abwegige Gedanken und verfalle zu sehr ins Grübeln. „Müßiggang ist aller Laster Anfang“, sagt der Volksmund. „Ora et labora“ (bete und arbeite) – so lautete der Grundsatz der Benediktiner.
Das hieß für viele früher oft: schuften, ohne zu genießen (und zwar auch dann, wenn der eigene Lebensunterhalt und der der Familie durch weniger ausdauernde Arbeit gewährleistet wäre), mit der Aussicht auf einen Platz im Himmel als Lohn für ein gottes- und obrigkeitsfürchtiges Leben. Muße und Faulheit galten als Laster. Für die Puritaner stand ein fleißiges Leben voller Bescheidenheit, auch im Fall hoher ökonomischer Gewinne, Askese und Gottesfürchtigkeit an erster Stelle. Die protestantische Arbeitsethik und insbesondere der Calvinismus rückten wirtschaftlichen Erfolg und die Pflicht, einen Großteil des Gewinns zu reinvestieren, verstärkt in das Zentrum menschlichen Seins.
Einen anderen Aspekt puritanischer Ethik stellt die Glorifizierung der Arbeit als Selbstzweck dar, nach der man nicht arbeitet, um zu leben, sondern lebt, um zu arbeiten. So wurde unter dem entwicklungspolitisch energischen Soldatenkönig in Preußen eine Reihe von Gesetzen erlassen, die „Faulheit“ – vor allem von Staatsdienern – unter Strafe stellten. Auch wurde etwa den Marktweibern das Tratschen unter Androhung von Prügelstrafe untersagt.
Im Kontext der starken Betonung des Wertes der Arbeit ist auch die Forderung nach einem Recht auf Arbeit entstanden, das, wo es in Verfassungen und andere normative Texte Eingang gefunden hat, rein proklamatorischen Charakter hat, es sei denn, der Staat erhielte das Recht, Betrieben Arbeitskräfte zuzuweisen, die sie nicht benötigen, was aber einen Eingriff in ihre wirtschaftliche Freiheit bedeuten würde.

### „Faulheit“ im Zeitalter der Aufklärung
In seiner Schrift Was ist Aufklärung? bewertet Immanuel Kant „Faulheit“ als einen Hauptgrund dafür, dass am Ende des 18. Jahrhunderts Menschen in großer Zahl keinen öffentlichen Gebrauch von ihrer Gedanken- und Meinungsfreiheit machten:
Faulheit und Feigheit sind die Ursachen, warum ein so großer Teil der Menschen, nachdem sie die Natur längst von fremder Leitung frei gesprochen (naturaliter maiorennes), dennoch gerne zeitlebens unmündig bleiben; und warum es Anderen so leicht wird, sich zu deren Vormündern aufzuwerfen. Es ist so bequem, unmündig zu sein. Habe ich ein Buch, das für mich Verstand hat, einen Seelsorger, der für mich Gewissen hat, einen Arzt, der für mich die Diät beurteilt, u.s.w., so brauche ich mich ja nicht selbst zu bemühen. Ich habe nicht nötig zu denken, wenn ich nur bezahlen kann; andere werden das verdrießliche Geschäft schon für mich übernehmen.
In seiner Anthropologie in pragmatischer Hinsicht meint Kant zwar, dass von den Lastern Faulheit, Feigheit und Falschheit „das erstere das verächtlichste“ zu sein scheint, sah darin aber auch eine Schutzfunktion: „Denn die Natur hat auch den Abscheu für anhaltende Arbeit manchem Subjekt weislich in seinen für ihn sowohl als andere heilsamen Instinkt gelegt: weil dieses etwa keinen langen oder oft wiederholenden Kräfteaufwand ohne Erschöpfung vertrug, sondern gewisser Pausen der Erholung bedurfte.“ Anstrengungsvermeidung schütze nicht nur (als Aktivierungsschwelle) vor schädlichem Kräfteverzehr, sie könne auch Schlimmeres verhüten: „Wenn nicht Faulheit noch dazwischenträte, [würde] die rastlose Bosheit weit mehr Übels, als jetzt noch ist, in der Welt verüben.“

### Das „Recht auf Faulheit“ seit dem 19. Jahrhundert
Anderer Ansicht war der Arbeiterführer Paul Lafargue in seinem Buch Das Recht auf Faulheit: „O Faulheit, erbarme du dich des unendlichen Elends! O Faulheit, Mutter der Künste und der edlen Tugenden, sei du der Balsam für die Schmerzen der Menschheit!“
Im Vorwort der 2014 erschienenen Neuausgabe von Lafargues Buch schreibt Stephan Lessenich: „Das Recht auf Faulheit will erarbeitet werden.“ Etwa seit der Jahrtausendwende erlebe die Gesellschaft einen „starken Produktivismus“. Alles ziele darauf ab, die Ressourcen aller möglichst umfassend abzuschöpfen. Selbst die „jungen Älteren“ würden als „Ressource entdeckt, die noch etwas leisten kann“ und deren Leistungen gesellschaftlich ausgenutzt werden sollten, zumal sie vielleicht zu weiterem Wachstum beitragen könnten. In einer Gesellschaft, „die so gepolt ist auf Leistung, Ertrag und Wertschöpfung“, sei die plakative Forderung Lafargues nach einem Recht auf Faulheit besonders wichtig in dem Sinne, dass die Menschen insgesamt weniger Zeit für Erwerbsarbeit verwenden.

### Arbeitsethos der 68-er
Arbeitet nie! war eines der Mottos, die Situationisten 1968 in Paris an Wände sprühten. Damals war der Traum von weniger Arbeit keineswegs radikal: In den sechziger Jahren wurde mit Fortschritt die ihn damals legitimierende Idee verbunden, dass Technologie den Menschen in der Zukunft viel mehr Freizeit erlauben würde. Im Gegensatz zu heutigen Zukunftsvisionen, die vorwiegend eine Verschärfung des Wettbewerbs und eine Verhärtung des Kampfes zwischen den Menschen zeichnen, waren in jener Zeit noch Träume positiv besetzt, in denen automatisierte Häuser den Menschen Arbeit abnehmen sollten. Arbeitnehmer durften auf viel kürzere Arbeitszeiten hoffen, zum Beispiel nur noch drei mal drei Stunden, wie in der amerikanischen Zeichentrickserie Die Jetsons. Angesichts der darin sehr konventionell dargestellten Rollenverteilung zwischen Mann und Frau sowie der Darstellung der Arbeitsverhältnisse in diesen Phantasien war es offensichtlich, dass diese Träume nicht revolutionär, sondern durchaus bürgerlich waren.

### Motto „Fordern und Fördern“ als Kampfansage gegen „Arbeitsunwillige“
In Deutschland wurde der Begriff Fordern und Fördern im Zuge einer sogenannten „Faulheitsdebatte“ im Rahmen der Agenda 2010, im Kontext des „aktivierenden Sozialstaats“, verwendet (Gerhard Schröder: „Es gibt kein Recht auf Faulheit in unserer Gesellschaft“). So heißt es in § 2 des Zweiten Buches Sozialgesetzbuch:
(1) Erwerbsfähige Leistungsberechtigte und die mit ihnen in einer Bedarfsgemeinschaft lebenden Personen müssen alle Möglichkeiten zur Beendigung oder Verringerung ihrer Hilfebedürftigkeit ausschöpfen. Eine erwerbsfähige leistungsberechtigte Person muss aktiv an allen Maßnahmen zu ihrer Eingliederung in Arbeit mitwirken, insbesondere eine Eingliederungsvereinbarung abschließen. Wenn eine Erwerbstätigkeit auf dem allgemeinen Arbeitsmarkt in absehbarer Zeit nicht möglich ist, hat die erwerbsfähige leistungsberechtigte Person eine ihr angebotene zumutbare Arbeitsgelegenheit zu übernehmen.
(2) Erwerbsfähige Leistungsberechtigte und die mit ihnen in einer Bedarfsgemeinschaft lebenden Personen haben in eigener Verantwortung alle Möglichkeiten zu nutzen, ihren Lebensunterhalt aus eigenen Mitteln und Kräften zu bestreiten. Erwerbsfähige Leistungsberechtigte müssen ihre Arbeitskraft zur Beschaffung des Lebensunterhalts für sich und die mit ihnen in einer Bedarfsgemeinschaft lebenden Personen einsetzen.
Zumindest implizit orientieren sich die Arbeitsmarktreformen im Zuge von Hartz IV am Negativbild des „passiven Arbeitslosen“. Arbeitslosigkeit gilt demnach nicht primär als Strukturproblem, sondern als selbst verantwortetes Resultat persönlicher Einstellungen und Entscheidungen. In der „Unterschicht“ gebe es sogar eine „milieukonstituierende“ Mentalität der Passivität. Aus dem Zustand der Passivität gelte es die von ihr Betroffenen wachzurütteln. Da Arbeitslosigkeit als Verhaltensdefizit der Erwerbslosen gedeutet wird, wird das individuelle Verhalten zum Gegenstand der arbeitsmarktpolitischen Intervention. Es lassen sich drei zentrale Zieldimensionen der aktivierenden Arbeitsmarktpolitik identifizieren: die Bereitschaft der Arbeitslosen zur Annahme einer Beschäftigung (Verfügbarkeit), die aktive Verwertung der eigenen Arbeitskraft (Eigenverantwortung) und die (Wieder-)Herstellung bzw. der Erhalt von Arbeitsmarktnähe (Beschäftigungsfähigkeit).
Arbeitslose Jugendliche und junge Erwachsene bis 25 Jahre sind in Deutschland besonders im Fokus des SGB II. Sie werden engmaschiger „betreut“ und sollen nach §3 Abs. 2 SGB II unverzüglich in Arbeit oder Ausbildung vermittelt werden. Bei so genannten Pflichtverletzungen werden sie gleichzeitig wesentlich strenger sanktioniert als ältere Arbeitslose. Begründet wird dies unter anderem damit, dass Sanktionen unentbehrlich seien für eine konsequente Aktivierung, sie bekräftigten das Gegenleistungsprinzip der Fürsorgeleistung ALG II und seien letztlich sogar im Interesse der Betroffenen selbst. Junge Menschen unter 25 Jahren dürften nämlich nicht frühzeitig die Erfahrung machen, dass ihr Lebensunterhalt dauerhaft durch die Solidargemeinschaft ohne Gegenleistung finanziert werde. Dies halte sie davon ab, von Anfang an zu lernen, alle eigenen Kräfte und Fähigkeiten zu entwickeln, um ein selbstbestimmtes, eigenverantwortliches und letztlich auch finanziell unabhängiges Leben führen zu können.
Auch in früheren Jahren wurden – nach Studien von Oschmiansky, Kull und Schmid vom Wissenschaftszentrum Berlin für Sozialforschung, insbesondere bei steigender Arbeitslosigkeit und vor Wahlen (belegt an Wahlen in den Jahren 1975, 1993 und 2001) von einzelnen Politikern oder Gruppierungen Debatten über das Thema „Sozialmissbrauch durch faule Arbeitsunwillige“ initiiert. Im Rahmen dieser und ähnlicher Debatten entstanden politische Schlagworte wie „Faulenzer“, „Drückeberger“, „Scheinarbeitslose“, „Sozialschmarotzer“, „der ewige Student“ und „soziale Hängematte“.
Der Film „Ich, Daniel Blake“ (2016) kritisiert die in England voll entwickelte Haltung von Vertretern der Sozialbehörden, Antragstellern misstrauisch gegenüberzutreten, indem ihnen von vornherein unterstellt wird, „Anstrengungsvermeider“ zu sein, die eben deshalb nachweisen müssten, dass sie 35 Stunden in der Woche damit verbringen, bei Firmen nach Arbeit zu fragen.

## Umgang mit dem Trend zu höherer Arbeitsproduktivität
Generell stellt sich die Frage, ob jemand, der aufgrund einer gestiegenen Arbeitsproduktivität anfallende Arbeitsvorgänge relativ schnell erledigen kann, „fauler“ ist als jemand, dem derartige Methoden der Beschleunigung der Arbeit nicht zur Verfügung stehen. So wird häufig die Anekdote von dem siebenjährigen Carl Friedrich Gauß kolportiert, der bereits als Grundschüler die Gaußsche Summenformel entdeckt haben soll. Anstatt mühselig alle Zahlen von 1 bis 100 zu addieren, habe er 50 Paare gebildet, deren Summe stets 101 betragen habe, und sei so sehr schnell auf das Ergebnis 5050 gekommen. Hier stellt sich die Frage, ob man Gauß’ Beschäftigung mit „irgendetwas“ während des Rests der Mathematikstunde (die „Strafarbeit“ sollte ihn für den Rest der Unterrichtsstunde beschäftigen) als „Faulheit“ bewerten darf bzw. ob man den „Bienenfleiß“ derer, die „brav“ 100 Zahlen addieren, loben soll.
Auch die ersten Rechenmaschinen, und letztlich auch der Computer, wurden u. a. deshalb erfunden, weil die mit Kalkulationsaufgaben betrauten Personen zu „faul“ waren, die Berechnungen selbst durchzuführen (obwohl dies seit Generationen, teils zum Missfallen der Protagonisten, der Fall war).
In Deutschland, dessen Bewohner sich im Allgemeinen als besonders fleißig bewerten, arbeiteten im Jahr 2011 die Erwerbstätigen durchschnittlich 1413 Stunden im Jahr, also nur wenig länger als die „extrem faulen“ Niederländer (1379 Stunden im Jahr). Die angeblich „faulen“ Griechen hingegen arbeiteten an 2032 Stunden im Jahr, d. h. nur unwesentlich weniger als die Südkoreaner, die es auf 2090 Stunden im Jahr brachten. Tatsächlich sind solche Vergleiche weitgehend unbrauchbar, da sie nicht die unterschiedliche Arbeitsproduktivität der Länder, aber auch nicht den Anteil der Teilzeitarbeitskräfte an den Erwerbstätigen berücksichtigen (der in den Niederlanden besonders hoch ist): Wer produktiv arbeitet, muss nicht so lange wie ein weniger Produktiver arbeiten. Das Phänomen ist von der Schule her bekannt: Wer mit seiner Klassenarbeit früh fertig ist, darf sie früh abgeben (sollte sich aber überlegen, ob er die restliche Zeit nicht zur Nachbesserung nutzen sollte).

## Ursachen der Anstrengungsvermeidung
Für Physiker ist gemäß dem 1. Newtonschen Gesetz (dem Trägheitsgesetz) Trägheit eine „Eigenschaft eines jeden Körpers, sich aufgrund seiner Masse einer Beschleunigung zu widersetzen.“ Diesem Ansatz folgend, wäre eher zu erklären, warum Körper in einen Zustand der Bewegung in eine bestimmte Richtung geraten (was sie also „motiviert“; vgl. das lateinische Verb „movere“ = deutsch: „bewegen“), als zu erklären, warum dies nicht geschieht. Bei Lebewesen spielen Instinkte und angeborene Auslösungsmechanismen eine zentrale Rolle für die Erklärung, was sie zu einem bestimmten Verhalten „antreibt“. So wird z. B. die „Faulheit“ eines gesunden Menschen niemals so weit gehen, dass es ihm gelingen würde, dauerhaft willentlich das Atmen einzustellen.
Einen anderen Erklärungsansatz bietet die Ökonomik. Diese arbeitet mit dem Modell des homo oeconomicus. Der „homo oeconomicus“ ist stets bestrebt, so zu handeln, dass er davon den höchsten (auch nicht-ökonomischen) Vorteil hat. Da im Kapitalismus die Arbeitskraft eine Ware ist, die deren Träger zu möglichst günstigen Bedingungen anbieten will, ist deren möglichst sparsamer Einsatz dann rational, wenn dies für den Träger der Arbeitskraft keine negativen Folgen hat, z. B. wenn es ihm gelingt, seine Interpretation des Begriffs „Teamarbeit“ im Sinne von „Toll, ein anderer macht's!“ ungestraft durchzusetzen. Die so eingesparte Energie kann der „Drückeberger“ anderweitig vorteilhaft einsetzen. Hervorzuheben ist, dass dem Modellmenschen der Ökonomik moralische Bedenken fremd sind, wenn der Nutzen des Kalkulierenden in ihnen nicht berücksichtigt wird.
Die populäre Bezeichnung „Ein-Euro-Job“ für die offiziell so genannte Arbeitsgelegenheit mit Mehraufwandsentschädigung zeigt das Denken in den Kategorien des „homo oeconomicus“: Ein Euro (bis maximal 2,50 Euro) mehr pro Stunde als die sonst fällige Lohnersatzleistung beträgt das Einkommen, das ein Erwerbsloser im Rahmen dieser Arbeitsgelegenheit erzielen kann, so dass es sich für ihn „nicht lohnt“ zu arbeiten. Diese Rechnung setzt aber voraus, dass ihm die Option zur Verfügung stünde, für Untätigkeit ein Transfereinkommen zu erzielen. Der „aktivierende Sozialstaat“ ist daher bestrebt, entsprechende „Auswege“ in die Dauerarbeitslosigkeit zu verbauen. Bei der Berechnung des tatsächlichen Stundenlohnes müsste der Betrag, der zur Existenzsicherung vorab gezahlt wird, berücksichtigt werden. „Faulheit“ bei „Working poor“ ergibt sich vor allem aus der Frustration, dass der Betroffene nur wenig mehr erhält oder sogar ohne Aufstockungszahlungen weniger erhalten würde, als er als Nicht-Erwerbstätiger an Transferleistungen beziehen würde.
Jemand ist vor allem dann nicht oder zu wenig tätig,
- wenn ihm die für die erfolgreiche Bewältigung der Aufgabe erforderliche physische oder psychische Kraft fehlt oder er den Eindruck hat, dass sie fehlt;
- wenn er den Sinn der Aufgabe nicht einsieht bzw. wenn die anzuwendende Methode nicht zielführend zu sein scheint;
- wenn der zu betreibende Aufwand in keinem angemessenen Verhältnis zu dem zu erwartenden Ergebnis zu stehen scheint (Logik des homo oeconomicus);
- wenn der mit einer Arbeit Beauftragte diese in der Regel nicht zur Zufriedenheit des Auftraggebers erledigt bzw. erledigen kann (Versagensangst);
- wenn die Beziehung zwischen dem Auftraggeber und dem Beauftragten dergestalt gestört ist, dass die Befugnis des Auftraggebers in Frage gestellt wird, dem „Faulpelz“ Anweisungen zu erteilen;
- wenn die Erreichung des Arbeitsziels nicht dringend zu sein scheint (Prokrastination).

### Krankheit
In krankhafter Form kann Antriebslosigkeit und Apathie zu Verhalten führen, das als Faulheit bewertet wird, so z. B. bei:
- Chronischer Überforderung bzw. Überbelastung (Burnout-Syndrom), aber auch Unterforderung (Boreout)
- psychischen Störungen, z. B. Depressionen, Agoraphobie, Sozialphobie, Neurosen, Psychosen, Aufmerksamkeitsdefizit-/Hyperaktivitätsstörung
- Schlafstörungen (z. B. Schlafapnoe)
- niedrigem Blutdruck
- Einschränkungen der Wahrnehmung bzw. Wahrnehmungsverarbeitung
- Unterfunktion der Schilddrüse

Mangelnder Krafteinsatz aufgrund fehlender Motivation wird oft mit Anstrengungsvermeidung infolge von Handlungsblockaden wie Wahrnehmungsstörungen (Seh- und Hörschwächen), motorische Störungen usw. sowie dem Vorhandensein von Schmerzen verwechselt. Alle auf diese Weise verursachten Handlungsblockaden werden oft fälschlich auf „Faulheit“ zurückgeführt.

### Systematische Unterdrückung des Bewegungsdrangs, Einschränkung der Bewegungsmöglichkeiten
Kinder haben eigentlich einen instinktiven Bewegungsdrang. Sie sind der Inbegriff von Bewegungsfreude. Durch Bewegung drücken Kinder Gefühle aus, Bewegung begleitet ihr Sprechen. Wo eine Gelegenheit vorhanden ist, rennen sie, raufen sie, hüpfen sie, klettern sie, balancieren sie oder probieren auf andere Art ihre körperliche Geschicklichkeit aus.
Aber körperliche Aktivität verliert im heutigen Alltag immer mehr an Bedeutung. Bereits in Kindheit und Jugend bewegen sich viele nicht mehr genug. In der Grundschule werden Kinder meist dazu angehalten, still zu sitzen, um so dem Unterricht konzentriert folgen zu können. Unterricht findet generell überwiegend in Form einer „Sitzschule“ statt. Aber auch das Freizeitverhalten vieler Kinder und Jugendlicher ist durch Bewegungsarmut geprägt. „Insbesondere die stark zunehmende Mediennutzung von Kindern und Jugendlichen durch Fernseher, Computer, Spielekonsolen, Handys und immer neue technische Entwicklungen haben einen negativen Einfluss auf das Bewegungsverhalten.“ Bewegungshemmend wirken zudem „ein zunehmender Mangel an Spiel und Freizeitmöglichkeiten, ein fehlendes Bewegungs- und Gesundheitsbewusstsein, Zeitmangel und ein unzureichendes Sportangebot in den Schulen.“ All diese Faktoren beeinträchtigen langfristig die Gesundheit und die Fitness derjenigen, von denen eine zügige Erledigung ihrer Aufgaben erwartet wird.

### Eigenschutzinteresse, Infragestellung der Arbeitsziele, Rebellion
Diejenigen, die eine Aufgabe gar nicht oder „zu langsam“ ausführen, sind, anders als das viele Auftraggeber sehen, keineswegs immer „verstockt“, da sie oftmals gute Gründe für ihr Verhalten haben.

#### Minderleistung als langfristig wirkender Arbeitsschutz
Nicht ständig 100 Prozent der Leistungsfähigkeit auch tatsächlich einzubringen ist eines der Gebote alternsgerechter Arbeit. Nicht nur wird so vorzeitigem Verschleiß und chronischen Erkrankungen vorgebeugt, die zu einer Frühverrentung führen können; die Einhaltung dieser Maxime ermöglicht es auch älteren Arbeitskräften, die mit 60 Jahren durchschnittlich noch über 80 Prozent ihrer früheren Leistungsfähigkeit verfügen, im Team wettbewerbsfähig zu bleiben. Im Durchschnitt wird Arbeitskräften nur selten mehr als 60 Prozent dessen abverlangt, was sie leisten könnten.

#### Reaktion auf belastende Faktoren
Überforderung droht auch in Regionen mit belastenden klimatischen Bedingungen und an heißen Arbeitsplätzen, wenn von Erwerbstätigen eine „normale“ Arbeitsleistung verlangt wird. Das Phänomen, dass Arbeit in heißer Umgebung besonders belastend ist, hat bereits 1748 Montesquieu in seinem Geist der Gesetze beschrieben.
Besonders in der Kolonialzeit kam es aber zu unberechtigten Faulheitsvorwürfen seitens der Kolonialisten gegenüber in den kolonialisierten Gebieten lebenden Menschen. Der Kampf gegen die vermeintliche „Faulheit der Eingeborenen“ wurde zum Teil mit grausamen Methoden geführt. Mehr Verständnis wurde unter extremen klimatischen Bedingungen nur eingeschränkt arbeitsfähigen Menschen entgegengebracht, die selbst zu den Eroberern gehörten.
Erst die moderne Klimatechnik ermöglichte es beispielsweise den Menschen im Süden der USA, eine so hohe Arbeitsproduktivität wie im Norden der USA zu erreichen und so den Anschluss an dessen Leistungspotenzial zu finden.

#### Infragestellung zu ehrgeiziger Ziele
Auch eine Ressourcenlage, die nur gelegentlich hohe Anspannung verlangt oder die wenig Vorratshaltung erfordert, kann Phasen der Untätigkeit ermöglichen. Mehr zu arbeiten, als zur Führung eines bescheidenen Lebens erforderlich ist, setzt ein entsprechendes Arbeitsethos voraus, das nicht in allen Kulturen vorherrschend ist (vgl. Heinrich Bölls Anekdote zur Senkung der Arbeitsmoral). Wer durch das „protestantische Arbeitsethos“ geprägt ist, neigt dazu, das Unterlassen nicht erforderlicher Arbeit als „Faulheit“ zu bewerten (vgl. auch das oben angeführte Beispiel des siebenjährigen Gauß), so wie körperlich hart Arbeitende Schreibtischtätigkeit als Form der „Faulheit“ ansehen mögen.
Im Hinblick auf Konzepte des Aktiven Alterns, die davon ausgehen, dass Menschen so lange wie möglich aktiv sein und sich physisch und psychisch fit halten müssten, stellt Bernhard Rohde die kritische Frage: „Kann man die Leute denn nicht mal im sogenannten Ruhestand wirklich ‚in Ruhe lassen‘?“ und schließt daran die Forderung an: „Wenn es schon kein Recht auf Faulheit im Erwerbsalter geben darf, so respektiere man doch bitteschön wenigstens das Recht auf Ruhe im Alter!“

#### Offene Rebellion und „innere Kündigung“
Nicht selten wird Arbeitnehmern Faulheit in Situationen vorgeworfen, in denen sie zum Beispiel wegen schlechter oder als ungerecht empfundener Entlohnung einfach ihre eigenen Anstrengungen minimieren, also so wenig arbeiten wie gerade möglich („Bremsen“, „Dienst nach Vorschrift“). Auch Mangel an nicht-monetärer oder gar negative Motivation z. B. als Folge aus unbillig empfundener Sanktionierung können zu passiven bis destruktiven Arbeitseinstellungen führen („innere Kündigung“), insbesondere, wenn Arbeitnehmer häufig einem Kontrollverlust ausgesetzt sind; dies gilt beispielsweise und insbesondere für mangelnde Wertschätzung der geleisteten Arbeit.
Robert Ulmer vertritt den Standpunkt: „Wenn Arbeit das ist, was Mühe macht, was die Leute nur tun, wenn sie mit einem Lohn dafür entschädigt werden (also das ‚Arbeitsleid‘ der Neoklassik), und wenn gleichzeitig Arbeit durch Produktivitätsfortschritt immer überflüssiger wird oder werden könnte, dann sind jene die besten Vorreiter einer besseren Zukunft, die auf Arbeit verzichten und beim Gerangel um Jobs den anderen den Vortritt lassen.“ Die Möglichkeit, ein bedingungsloses Grundeinkommen in Anspruch zu nehmen, ermögliche es dem Einzelnen, sofern ihn die Höhe des Einkommens zufrieden stelle, auf ein Angebot seiner ohnehin nicht benötigten Arbeitskraft zu verzichten und so zugleich den „Unterbietungswettbewerb der Arbeitskraftanbieter“ abzumildern. Erwerbslose und Beschäftigte im Niedriglohnsektor stecken Ulmer zufolge in einer „Gesundheitsfalle“: Sowohl ständiges Gehorchen-Müssen während der schlecht bezahlten Arbeit als auch das Leben-Müssen von Transfereinkommen mit der ständigen Androhung von Not im Falle offensichtlicher „Arbeitsscheu“ machten krank.

#### Unklare Motivlagen
Häufig liegen Hintergründe für eine rational nicht ohne Weiteres erklärbare Untätigkeit in der Vergangenheit (in der früheren Kindheit) des „Faulenzers“ verborgen, z. B. indem Kinder ihre Eltern durch demonstrative („irrationale“) Leistungsverweigerung ärgern oder beschämen wollen. In diesem Falle wäre die Analyse früherer Konfliktsituationen angesagt (was zweifellos sehr aufwändig ist), die auch dem Kind die Hintergründe verständlich macht (siehe Entwicklungspsychologie). Die Geduld der Erziehenden ist hier allerdings gefragt, denn Veränderungen sind nicht von einem auf den anderen Tag zu erwarten, zumal sich auch Gewohnheiten (in der Regel) nicht plötzlich verändern lassen.

## Kritik am Umgang mit dem Begriff „Faulheit“

### Fehlendes Erklärungspotenzial
„Der Begriff Faulheit bezeichnet […], was in Abwesenheit anderer Erklärungen den Menschen von innen heraus abhält zu arbeiten.“ Nach dieser Definition sollte man von „Faulheit“ nur dann sprechen, wenn man keine besseren Erklärungen für das Verhalten eines Menschen hat. Nach solchen Erklärungen nicht weiter zu suchen, wäre demnach selbst ein Zeichen für (Denk-)Faulheit.

### Fehlbewertungen

#### Fehlende Bewegung im Raum
Oftmals wird das Fehlen körperlicher Bewegung zu Unrecht als Ausdruck von „Faulheit“ bewertet. So kann z. B. Kontemplation als Faulheit missverstanden werden. In der Schule und in der innerbetrieblichen Weiterbildung wird darum nur selten Gelegenheit zur Kontemplation gegeben. Darum werden entsprechende Formen des Lernens selten angewendet, obwohl in einigen Feldern geruhsames Lernen erforderlich ist. Ein Mittel, den Eindruck von Faulheit zu vermeiden, sind Scheinaktivitäten und Aktionismus.

#### Prokrastination
Ebenso ist die Neigung zu Prokrastination („Aufschieberitis“) meistens kein Fall von Faulheit, da der von dieser Neigung Betroffene oftmals zu Recht auf einen vollen Terminkalender hinweisen kann, der ihn an der Ausführung bestimmter (für ihn unangenehmer) Tätigkeiten hindere.

#### Phlegma als temporeduzierendes Element
Auch sind Phlegmatiker trotz ihrer Langsamkeit und Bedächtigkeit, die vor allem Sanguiniker und Choleriker provozieren, keineswegs „faul“, wenn ihnen Sorgfalt wichtiger als ein hohes Arbeitstempo ist.

#### Vorurteile gegenüber gesellschaftlichen Gruppen
Politisch brisant ist die Unterstellung, Angehörige bestimmter Milieus oder Minderheiten seien generell durch einen Hang zur Faulheit geprägt.

##### Arbeitslose und Hilfsbedürftige
So kritisiert der Wirtschaftswissenschaftler Paul Krugman in der New York Times die These, dass Amerikas Hauptproblem darin liege, dass die US-Amerikaner zu nett zu Mitbürgern seien, denen es schlecht gehe, indem zu hohe Sozialtransfers geleistet würden. Diese Einstellung hält Krugman für typisch für politisch rechts Stehende. Sie rechtfertige scheinbar die drastische Kürzung der Unterstützung für „faule“ weniger Begünstigte, die mit der Senkung von Steuern für die Reichen verbunden sei. Demnach sei Arbeitslosigkeit nicht durch einen Mangel an Arbeitsplätzen, sondern durch die mangelnde Aktivität von (nur vermeintlich?) Arbeit Suchenden verursacht, die durch einen Aktivierenden Sozialstaat behoben werden müsse.
Stefan Sell, Professor am Institut für Sozialpolitik und Arbeitsmarktforschung der Hochschule Koblenz, stellte im Januar 2017 fest, dass die Bemühungen, Langzeitarbeitslose in Deutschland zu „aktivieren“, teilweise gescheitert seien. Knapp drei Millionen Langzeitbezieher von Hartz IV-Leistungen gebe es, eine Million davon sei von jeder Arbeit seit Langem abgekoppelt. „Wir haben diesen Menschen nicht viel anbieten können, oftmals sogar gar nichts. Und wenn, dann höchst diskussionswürdige Angebote, kurzfristige Maßnahmen.“, bilanzierte Sell.

##### Sinti und Roma
Die rassistische, antiziganistische Behauptung, „Zigeuner“ seien genetisch bedingt „faul“, diente zur Rechtfertigung des Porajmos, des Völkermords, begangen an Sinti und Roma zur Zeit des Nationalsozialismus.

##### „Asoziale“ und „Arbeitsscheue“
Auch „Deutschblütige“ konnten während der NS-Zeit, als „Asoziale“ kenntlich gemacht, in Konzentrationslager eingewiesen werden, wenn sie „sich der Pflicht zur Arbeit entziehen und die Sorge für ihren Unterhalt der Allgemeinheit überlassen, zum Beispiel Arbeitsscheue, Arbeitsverweigerer, Trunksüchtige“. In der Nachkriegszeit wurde die Tradition staatlicher Sanktionen gegen „Asoziale“ sowohl in der BRD als auch in der DDR fortgeführt. Bis 1967 konnte nach § 27 des Bundessozialhilfegesetzes in der Fassung vom 30. Juni 1961 jeder, „der sich trotz wiederholter Aufforderung beharrlich [weigert], zumutbare Arbeit zu leisten“, in der Bundesrepublik Deutschland in ein Arbeitshaus eingewiesen werden. Erst am 18. Juli 1967 stellte das Bundesverfassungsgericht fest: „Die zwangsweise Anstalts- und Heimunterbringung eines Erwachsenen, die weder dem Schutz der Allgemeinheit noch dem Schutz des Betroffenen selbst, sondern ausschließlich seiner ,Besserung’ dient, ist verfassungswidrig.“

#### Problematische Gegenwelten
Im Märchen vom Schlaraffenland, einer Umkehr-Utopie, erscheint die Faulheit als Tugend. Es erscheint hier als erstrebenswert, sich durch Massen an Pudding durchzuessen und dann, wenn man die Puddingsperre überwunden hat, unter einem schattenspendenden Baum zu liegen und ab und zu den Mund zu öffnen, damit einem das Essen in ebendiesen Mund fliegt. Jede Form von Arbeit und „überflüssiger“ Bewegung ist hier verpönt. Verschwiegen werden in diesem „Wunschtraum“ die Folgen von übermäßiger Nahrungsaufnahme und mangelnder Bewegung in Gestalt typischer Zivilisationskrankheiten, die eigentlich eher abschreckend als motivierend wirken müssten. Stattdessen beseitigt in dem Märchen ein Jungbrunnen alle lästigen Begleiterscheinungen des Alterns und macht die in ihm Badenden wieder jung (und gesund).